# Tephrina malesignaria
Tephrina malesignaria är en fjärilsart som beskrevs av Paul Mabille 1880. Tephrina malesignaria ingår i släktet Tephrina och familjen mätare. Inga underarter finns listade i Catalogue of Life.